# Jan Fajfer
Jan Fajfer, Pfeifer (ur. ok. 1500, zm. po 1560), założyciel papierni w Lublinie, jeden z pierwszych papierników polskich.
Bliższe dane na temat jego życia nie są znane. Prawdopodobnie pochodził ze Śląska. Przed 1534 znalazł się w Krakowie, pracował w pobliskiej Mogile w papierni cysterskiej, wspólnie z pochodzącym z Kłodzka Jerzym Prasserem. 
Od 1538 działał w Lublinie. Zbudował tam młyn papierniczy przy zamku nad rzeką Bystrzycą. Młyn powstał na terenie wsi królewskiej Tatary, podlegającej jurysdykcji starosty lubelskiego, i ówczesny starosta Jan Tęczyński uzyskał u króla Zygmunta I przywilej dla Fajfera wraz z zapisem kwoty 100 florenów wyłożonych na budowę. Fajfer pozostawał dziedzicznym dzierżawcą zakładu, co wiązało się z opłatą czynszu rocznego 20 grzywien oraz przekazywaniem na potrzeby zamku lubelskiego 2 ryz papieru (również raz na rok).
Prawdopodobnie papiernia była częściowo murowana i wyposażona w co najmniej dwa koła. Brak jest danych na temat produkcji. Krótko po 1560 młyn uległ spaleniu i niewykluczone, że wypadek ten przyczynił się do śmierci Fajfera. Lubelski papiernik nie pozostawił męskiego potomka, zakład przejął po nim zięć Tomasz Wąs.